# Egnatia
Pour la voie romaine, voir Via Egnatia. Pour l'autoroute moderne, voir Autoroute A2 (Grèce). Pour les municipalités, voir Dème d'Egnatía (Ioánnina), Dème d'Egnatía (Thessalonique) et Egnazia (Italie).
L’Egnatia est un ferry de Hellenic Mediterranean Lines, construit en 1960 par les chantiers de Normandie du Grand-Quevilly, en France. Mis hors service en 1995, l'Egnatia a été mis à la casse en Inde en 2001.

## Itinéraires
- En service sur la route Patras - Igoumenitsa - Brindisi, de 1960 à 1995.